# Oscar Efraín Tamez Villarreal
Oscar Efraín Tamez Villarreal (ur. 4 września 1973 w Allende) – meksykański duchowny katolicki, biskup pomocniczy Monterrey w latach 2017–2021, biskup diecezjalny Ciudad Victoria od 2021.

## Życiorys
Święcenia kapłańskie otrzymał 15 sierpnia 2003 i został inkardynowany do archidiecezji Monterrey,. Pracował głównie jako duszpasterz parafialny, był też m.in. adwokatem przy sądzie biskupim oraz wychowawcą w archidiecezjalnym seminarium.
31 października 2016 papież Franciszek mianował go biskupem pomocniczym archidiecezji Monterrey, ze stolicą tytularną Madaurus. Sakry udzielił mu 11 stycznia 2017 metropolita Monterrey – arcybiskup Rogelio Cabrera López.
23 września 2021 papież Franciszek przeniósł go na urząd biskupa diecezjalnego Ciudad Victoria.